# Bradysia variopalpa
Bradysia variopalpa är en tvåvingeart som beskrevs av Werner Mohrig och Blasco-zumeta 1996. Bradysia variopalpa ingår i släktet Bradysia och familjen sorgmyggor.
Artens utbredningsområde är Spanien. Inga underarter finns listade i Catalogue of Life.